# Герб Гаджиева
Герб Гаджиево является основным официальным символом города Гаджиево.

## Описание герба
Щит пересеченный. В верхнем лазоревом поле три черные сопки с серебряными вершинами, над ними золотое северное сияние. В нижнем серебряном поле силуэт черной подводной лодки. Щит увенчан червленой стенчатой короной с тремя зубцами. За щитом два золотых накрест положенных якоря, перевитых красной (Александровской) лентой, внизу которой написано название города.
Символика: Сопки (скалы) означают прежнее название города «Скалистый», а их заснеженные вершины и северное сияние — местонахождение города в Заполярье. Количество сопок — три — символизирует прежнее наименование базировавшегося соединения атомных подводных лодок — III — флотилия АПЛ СФ. Силуэт подводной лодки говорит о преобладающей профессии жителей города — военных моряках. Серебряное поле символизирует плавание моряков в арктических широтах. Червленая корона с тремя зубцами, якоря и Александровская лента означают статус приморского города.
Автор герба: Рубцов Юрий Владимирович
Утвержден решением Коллегии администрации ЗАТО Скалистый № 223 от 11 мая 1995 года.

## История герба
До 1967 года, будучи поселком, город именовался Ягельной Губой. Впервые в списках населенных пунктов Мурманской области данный поселок упоминается 15 мая 1957 года. 16 октября 1967 года он получил название Гаджиево, в память о Герое Советского Союза капитане 2 ранга Магомете Гаджиеве, погибшего 12 мая 1942 года в бою на подводной лодке «К-23».
14 сентября 1981 года рабочий поселок Гаджиево по Указу Президиума Верховного Совета РСФСР получил статус города закрытого типа с новым названием Скалистый, но в открытой переписке он именовался как Мурманск-130. По распоряжению Правительства РФ № 3-р 16 января 1994 года название Скалистый стало официальным. В 1999 году город Скалистый был переименован в Гаджиево.
В начале 1995 года администрация закрытого административно-территориального образования ЗАТО Скалистый объявила конкурс на лучший проект герба города и в апреле 1995 года утвердила один из проектов в качестве официального символа.
Узнав в конце апреля 1995 года, о том, что администрация города работает над составлением городского герба, председатель геральдического общества Североморска Рубцов Ю. В. разработал свой проект, и предложил его администрации. Несмотря на то, что проект герба несколько опоздал, администрация города сочла возможным рассмотреть его и после согласования с трудовыми коллективами и членами Коллегии администрации утвердить своим постановлением № 223 в качестве официального герба города, отменив своё первоначальное решение.